# Lipps Inc.
Lipps Inc. (pronunciado como "lip sync") fue una banda de estudio estadounidense que logró un éxito importante, "Funkytown" en 1980. El grupo fue formado en Minneapolis por Steven Greenberg, quien escribió y produjo toda la música del grupo, y que también tocaba varios instrumentos musicales. La cantante y saxofonista era Cynthia Johnson, y el resto del grupo estaba formado por un grupo cambiante de músicos de sesión, incluyendo al guitarrista David Rivkin.

## Historia y trayectoria
Lipps Inc. logró algo de popularidad a fines de 1970. El grupo lanzó su álbum debut Mouth to Mouth a principios de 1979 con el sencillo"Rock It", si bien en el álbum aparece 1979 o 1980 como fecha de copyright). Su segundo sencillo de este álbum, "Funkytown" pasó cuatro semanas en el número uno tanto en el Billboard Hot 100 y en el Hot Dance Music/Club Play de los Estados Unidos y fue galardonado con un disco de platino. Alcanzó el número dos en el Reino Unido y fue un éxito en todo el mundo. Sus otros sencillos no llegaron a tener su éxito inicial (su única otra entrada a la lista Hot 100 fue "Rock It", que alcanzó el # 64); sin embargo, tuvo más éxitos de baile a lo largo de la década de 1980, incluyendo "How long?" en 1981, que alcanzó el puesto # 4 en las listas dance de Estados Unidos. Lipps Inc. se retiró en 1983 con el álbum de larga duración 4 en 1983. Después del tercer álbum Designer Music, Johnson dejó la banda y fue reemplazada por Margie Cox y Melanie Rosales. Lipps Inc. publicó su 4° y último álbum en 1983 antes de que se disolviera el grupo dos años más tarde.[cita requerida]

## Discografía
- Mouth to Mouth (1979)
- Pucker Up (1980)
- Designer Music (1981)
- 4 (1983)

## En la cultura popular
- En el episodio Colonel Homer de Los Simpsons, cuando Homer Simpson escucha una canción de la artista country Lurleen Lumpkin, comenta "no me he sentido así desde Funkytown". Esto es en el episodio en idioma inglés original, porque en el episodio en español se refiere a Disco Inferno.
- En un episodio de South Park, la Towel Towelie toca "Funkytown" por medio de un teclado numérico de teléfono marcando 557 544-5085.
- En la serie de dibujos animados Futurama, el presentador de noticias Morbo canta "Funkytown" en un bar de karaoke en el episodio Amazon Women in the Mood.
- En la película Shrek 2, "Funkytown" se reproduce cuando Shrek, Fiona y Donkey llegan al Reino Muy, Muy Lejano.
- En la película La loca historia del Mundo de Mel Brooks, "Funkytown" se puede escuchar desde un equipo de sonido con humor anacrónico en la Antigua Roma.
- En un episodio de Friends, Mónica y Rachel bailan "Funkytown" durante una escena de flashback cuando van a visitar a Ross en la universidad.
- En The Kids in the Hall, "Funkytown" se escucha en un flashback de cuando una mujer de mediana edad en un estado de coma inducida por antidepresivos recuerda su recuerdo más feliz, bailando en una discoteca en su juventud.
- En un episodio de Will & Grace, Jack se ve bailando en el gimnasio "Funkytown".
- Es una canción de Dance Central (Original)
- Es una canción del Just Dance 2 (pero un cover)
- En la serie televisiva Malcolm in the middle, el padre de Malcolm: Hal Wilkerson (Bryan Cranston) baila "Funkytown" como parte de sus clases de patinaje.
- En un episodio de la serie británica Skins, Cassie aparece bailando esta canción con la maestra de filosofía.
- En la primera de las películas de la saga "Alvin y las Ardillas", ellas, para demostrar sus talentos a Alvin, cantan Funkytown interpretando a capela la frase instrumental más famosa de la canción.